# Pissoir auf dem Conrad-Wilhelm-Hase-Platz

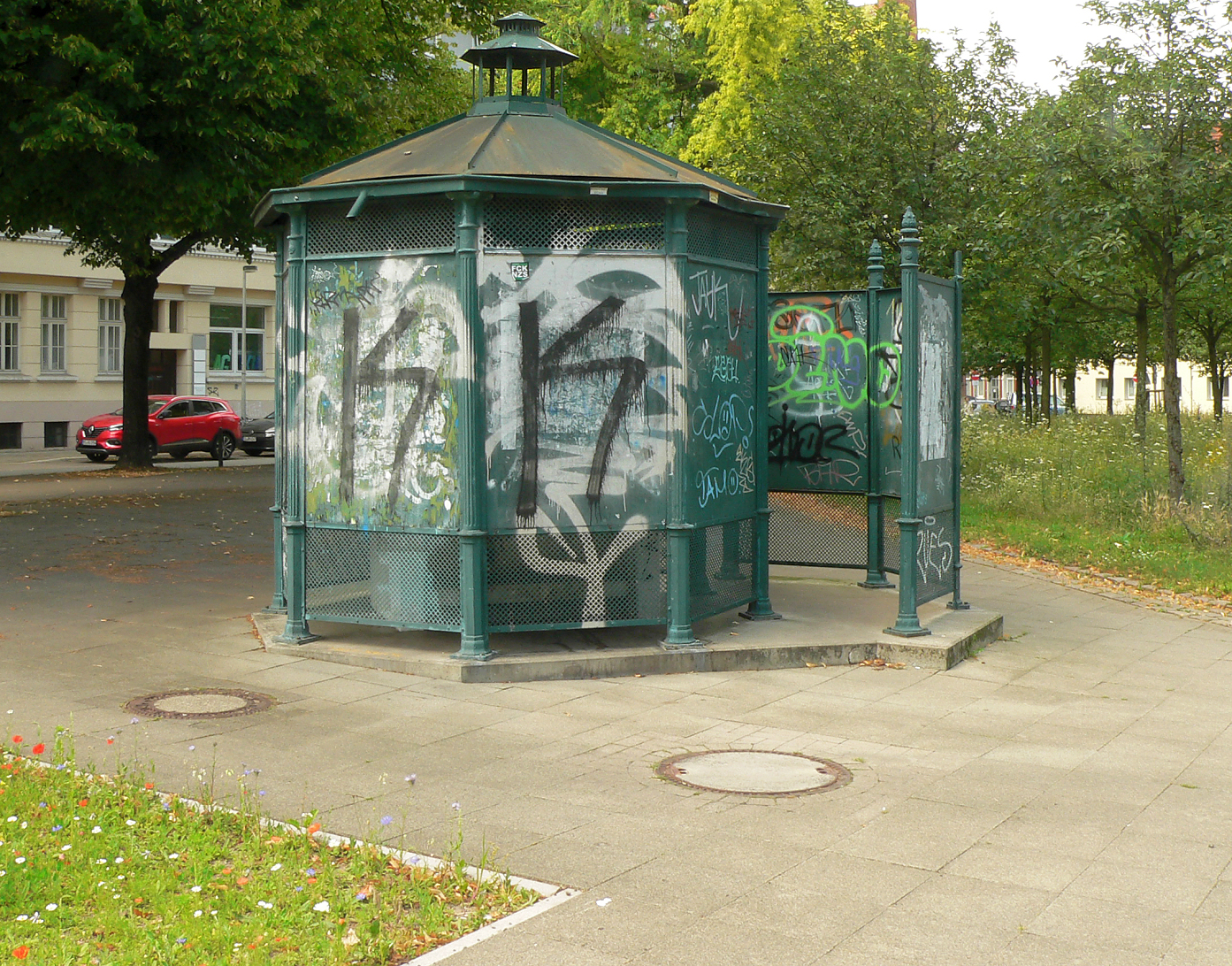
Pissoir auf dem Conrad-Wilhelm-Hase-Platz

Das Pissoir auf dem Conrad-Wilhelm-Hase-Platz ist eine öffentliche Herrentoilette, die im Stadtteil Nordstadt in Hannover auf dem Conrad-Wilhelm-Hase-Platz an der Christuskirche steht.

## Beschreibung und Geschichte
Die WC-Anlage ist ein achteckiger Pavillon aus genieteten und zum Teil gelochten Blechplatten, die zwischen kannelierten Säulen aus Gusseisen montiert sind. Vor dem Eingang besteht eine dreiteilige Schamwand in ähnlicher Bauweise. Nach oben abgeschlossen ist das Pissoir von einem flachen Zeltdach mit einem laternenartigen Aufsatz zur Entlüftung. Ein baugleiches Toilettenhäuschen ist das Pissoir an der Hildesheimer Straße im hannoverschen Stadtteil Wülfel. Beide Bauten stehen unter Denkmalschutz. Im Aufbau ähnelt der Typ des Toilettenhäuschens dem in Berlin aufgestellten „Café Achteck“, das bereits 1878 entworfen wurde.

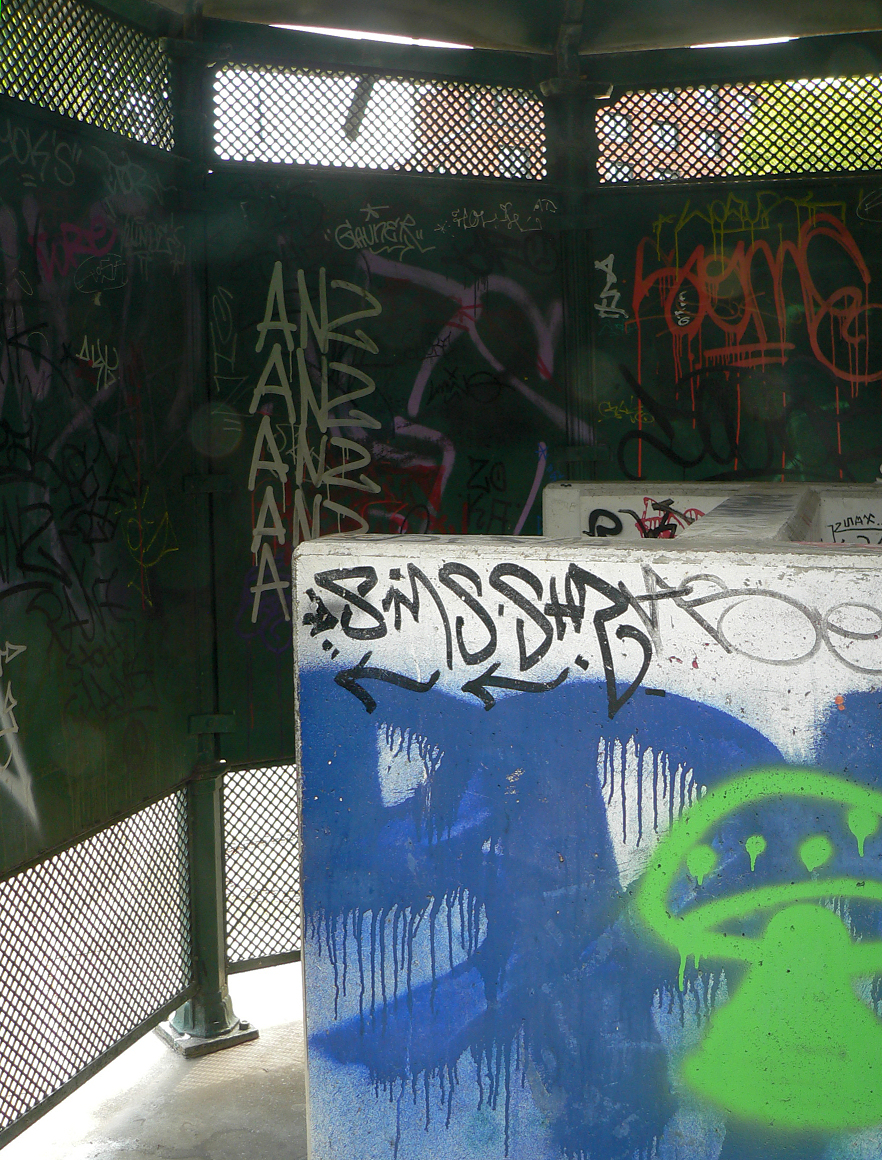
Blick in das Innere

Das Pissoir wurde um 1900 am Bahnhof Hannover-Hainholz an der Schulenburger Landstraße aufgestellt. Nachdem der Bahnhof 1998 zugunsten des zur Expo 2000 errichteten Bahnhofs Hannover-Nordstadt schloss, wurde es 2002 abgebaut und an den heutigen Standort neben der Christuskirche versetzt. Laut dem Niedersächsischen Landesamt für Denkmalpflege besteht an der Erhaltung des Bauwerks wegen des technik-, kultur- und stadtgeschichtlichen Zeugnis- und Schauwertes ein öffentliches Interesse. Es gehört in Hannover zu den ältesten erhaltenen Zeugnissen von Bedürfnisanstalten, deren Bau als Maßnahme zur Hygiene in der durch Industrialisierung sprunghaft gewachsenen Bevölkerung erforderlich war.